# Robert I. Skotský
Robert I. (11. července 1274, Turnberry Castle – 7. června 1329, Cardross Castle), původním jménem Robert Bruce, 9. lord z Annandale, hrabě z Carricku a v letech 1306 až 1329 skotský král.
Skotskou nezávislost pojistil vítězstvím v bitvě u Bannockburnu roku 1314.

## Mládí
V roce 1292 se stal dědicem titulu a majetku hrabat z Carriku, který mu v jeho 18 letech připadl jako dědictví z matčiny strany. V roce 1295 zemřel jeho dědeček a jeho otec se stal hlavou rodu a určoval jeho politiku. V průběhu Wallaceova povstání udržoval rod mimo obě strany a dalo se říci, že měl podporu Eduarda I. i Skotů.
Robertův otec zemřel roku 1304, buď v Palestině nebo po návratu domů. Po jeho smrti se jeho syn stal nejbohatším mužem britských ostrovů. Robert se poprvé oženil v roce 1295 s Isabellou, dcerou Donalda, 6. hraběte z Maru, podruhé v roce 1302 s Alžbětou, dcerou Richarda z Burgh, hraběte z Ulsteru.

## Správce Skotska
Po bitvě u Falkirku se Wallace vzdal své funkce správce Skotska, na toto místo byli po dobu jeho nepřítomnosti zvoleni čtyři muži, z nichž nejvýznamnějšími byli Robert Bruce a John Comyn. Jejich rody byly po několik generací nepřátelské a oba si činili nárok na trůn. I jejich rivalita byla obrovská, ale oba se snažili napětí zmírnit.
John Comyn v roce 1303 porazil anglickou armádu, které velel John de Segrave. Později se vzdal anglickému králi a obvinil Bruceho u anglického krále ze zrady. Bruceho varoval jeho přítel, člen londýnského dvora, a Robert prchl ze svých anglických držav. Dne 10. února 1306 došlo ke schůzce v kostele v Dumfries, kde Bruce Comyna v hádce zabil.

## Král Skotska
Papež Bruceho exkomunikoval, Eduard ho prohlásil za psance a vydal rozkaz k zabavení pozemků rodu de Bruce. K tomu skutečně v Anglii došlo, ale ve Skotsku k tomu neměl anglický král dostatek síly.
Bruce kolem sebe soustředil skupinu spojenců a ve spolupráci s biskupy ze St Andrews a Glasgow připravil svou korunovaci, ke které došlo 25. března 1306. V roce 1306 utrpěl dvě porážky v bitvách u Methvenu a Tyndrumu. Během těchto dvou bitev byli zajati dva jeho bratři Alexandr a Thomas a ještě před tím i Neil. Všichni tři byli popraveni. Manželka Roberta, Alžběta z Ulsteru, byla spolu s Marjorie, jeho dcerou z prvního manželství, držena v zajetí v Londýně. S Aymerem de Valence chtěl Eduard I. získat na svoji stranu přívržence rodu Comyn, což se mu také povedlo. Robert utekl na ostrov Rathlin u Irska.

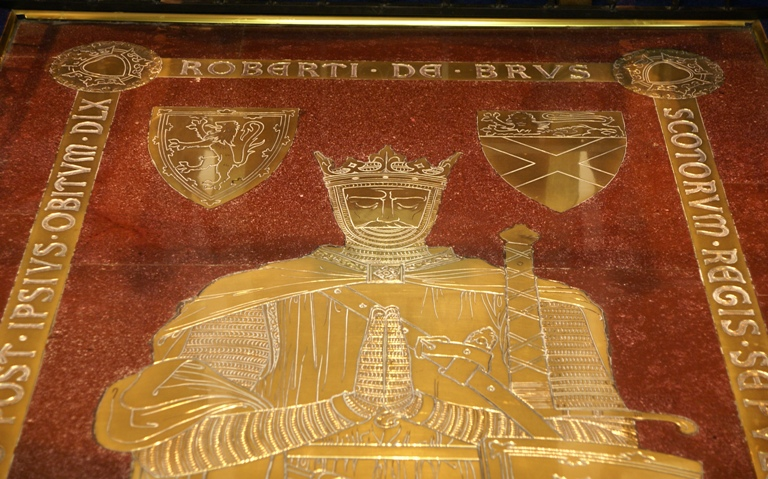
Náhrobek Roberta Skotského v klášteře Dunfermline

V únoru 1307 se vylodil v Ayrshire a společně s bratrem Edwardem začali obsazovat jihozápad Skotska. Dne 10. května došlo k bitvě u Louden Hill, ve které Robert Bruce a sir James Douglas porazili armádu Aymera de Valence, hraběte z Pembroke. Bruceho vítězství nad Angličany mu přineslo podporu skotského lidu i některých šlechticů. Proto se Eduard I. rozhodl pro čtvrté tažení do Skotska, ale zemřel na anglické straně Solway Firth a na anglický trůn nastoupil Eduard II. Ten se s armádou vrátil do Londýna.
Toto Bruce využil pro to, aby se vypořádal se svými nepřáteli. S pomocí spojenců Skotsko postupně osvobodil, takže v roce 1314 drželi Angličané jenom hrady Bothwell a Stirling.
Roku 1314 oblehl Robert hrad Stirling. Eduard II. vytáhl hradu na pomoc, ale jeho vojsko bylo rozdrceno v bitvě u Bannockburnu, čímž bylo osvobození Skotska dovršeno.
| „                 | ...marnost té pýchy, jež předchází pád, když Angličan a Skot na sebe syčí a nestačí jim jejich vlastní stát... | “ |
| — Dante Alighieri | |   |

Robertovo srdce bylo pohřbeno v klášteře Melrose a tělo v opatství Dunfermline. V 19. století došlo k odhalení jeho hrobu a není zcela jisté zda netrpěl malomocenstvím.

## Populární kultura
Příběh Roberta I. byl ztvárněn v několika filmech, např.:
- The Bruce, film z roku 1996 [3]
- Král psanec (v anglickém originále Outlaw King), film z roku 2018 z produkce internetové televize Netflix, hlavní roli si zahrál americký herec Chris Pine[4]
- Robert the Bruce, film z roku 2019, hlavní roli si zahrál skotský herec Angus Macfadyen[5]